# Calanogas
Calanogas é um município de  quinta classe de renda municipal (d) na província Lanao do Sul, nas Filipinas. De acordo com o censo de 1 de maio  de  2020 possui uma população de 14 985 pessoas e 2 291 domicílios.